# EPrix van Rome 2023
De ePrix van Rome 2022 werd gehouden over twee races op 15 en 16 juli 2023 op het Circuito cittadino dell'EUR. Dit waren de dertiende en veertiende races van het negende Formule E-seizoen.
De eerste race werd gewonnen door Jaguar-coureur Mitch Evans, die vanaf pole position zijn derde zege van het seizoen behaalde. Zijn landgenoot Nick Cassidy werd voor Envision tweede, terwijl Maserati-rijder Maximilian Günther als derde eindigde.
De tweede race werd gewonnen door Andretti-coureur Jake Dennis, die na de openingsrace in Mexico-Stad voor de tweede keer dit seizoen won. Hij startte eveneens vanaf pole position en nam met zijn zege de leiding in het kampioenschap over, nadat titelconcurrenten Cassidy en Evans met elkaar in aanraking kwamen. Norman Nato werd voor Nissan tweede, terwijl Jaguar-rijder Sam Bird als derde finishte.

## Race 1

### Kwalificatie

#### Groepsfase
De top vier uit iedere groep kwalificeerde zich voor de knockoutfase.
Groep A
| Pos | No | Coureur             | Team             | Tijd     |
| --- | -- | ------------------- | ---------------- | -------- |
| 1   | 23 | Sacha Fenestraz     | Nissan           | 1:38.912 |
| 2   | 10 | Sam Bird            | Jaguar           | 1:39.024 |
| 3   | 27 | Jake Dennis         | Andretti-Porsche | 1:39.214 |
| 4   | 7  | Maximilian Günther  | Maserati         | 1:39.413 |
| 5   | 94 | Pascal Wehrlein     | Porsche          | 1:39.447 |
| 6   | 1  | Stoffel Vandoorne   | DS               | 1:39.601 |
| 7   | 51 | Nico Müller         | Abt-Mahindra     | 1:39.664 |
| 8   | 25 | Jean-Éric Vergne    | DS               | 1:39.701 |
| 9   | 33 | Dan Ticktum         | NIO              | 1:39.729 |
| 10  | 36 | André Lotterer      | Andretti-Porsche | 1:39.931 |
| 11  | 3  | Sérgio Sette Câmara | NIO              | 1:41.159 |

Groep B
| Pos | No | Coureur                | Team            | Tijd      |
| --- | -- | ---------------------- | --------------- | --------- |
| 1   | 9  | Mitch Evans            | Jaguar          | 1:39.300  |
| 2   | 16 | Sébastien Buemi        | Envision-Jaguar | 1:39.459  |
| 3   | 58 | René Rast              | McLaren-Nissan  | 1:39.554  |
| 4   | 48 | Edoardo Mortara        | Maserati        | 1:39.562  |
| 5   | 37 | Nick Cassidy           | Envision-Jaguar | 1:39.630  |
| 6   | 17 | Norman Nato            | Nissan          | 1:39.968  |
| 7   | 13 | António Félix da Costa | Porsche         | 1:40.149  |
| 8   | 11 | Lucas di Grassi        | Mahindra        | 1:40.424  |
| 9   | 4  | Robin Frijns           | Abt-Mahindra    | 1:40.485  |
| 10  | 8  | Roberto Merhi          | Mahindra        | 1:41.956  |
| 11  | 5  | Jake Hughes            | McLaren-Nissan  | Geen tijd |

#### Knockoutfase
De combinatie letter/cijfer staat voor de groep waarin de betreffende coureur uitkwam en de positie die hij in deze groep behaalde.
|  | Kwartfinale        | Kwartfinale     |                 |          | Halve finale | Halve finale |  |  | Finale | Finale |
|  |                    |                 |                 |          |              |              |  |  |        |        |
|  |                    |                 |                 |          |              |              |  |  |        |        |
|  | A3-A2              |                 |                 |          |              |              |  |  |        |        |
|  |                    |                 |                 |          |              |              |  |  |        |        |
|  | Jake Dennis        | 1:39.266        |                 |          |              |              |  |  |        |        |
|  | Jake Dennis        | 1:39.266        | K1-K2           |          |              |              |  |  |        |        |
|  | Sam Bird           | 1:38.816        |                 |          |              |              |  |  |        |        |
|  | Sam Bird           | 1:38.816        | Sam Bird        | 1:38.761 |              |              |  |  |        |        |
|  | A4-A1              |                 | Sam Bird        | 1:38.761 |              |              |  |  |        |        |
|  |                    | Sacha Fenestraz | 1:39.807        |          |              |              |  |  |        |        |
|  | Maximilian Günther | Sacha Fenestraz | 1:39.807        | 1:39.315 |              |              |  |  |        |        |
|  | Maximilian Günther |                 | H1-H2           | 1:39.315 |              |              |  |  |        |        |
|  | Sacha Fenestraz    | 1:38.872        |                 |          |              |              |  |  |        |        |
|  | Sacha Fenestraz    | 1:38.872        | Sam Bird        | 1:40.985 |              |              |  |  |        |        |
|  | B3-B2              |                 | Sam Bird        | 1:40.985 |              |              |  |  |        |        |
|  |                    | Mitch Evans     | 1:39.089        |          |              |              |  |  |        |        |
|  | René Rast          | Mitch Evans     | 1:39.089        | 1:38.861 |              |              |  |  |        |        |
|  | René Rast          | K3-K4           |                 | 1:38.861 |              |              |  |  |        |        |
|  | Sébastien Buemi    | 1:38.822        |                 |          |              |              |  |  |        |        |
|  | Sébastien Buemi    | 1:38.822        | Sébastien Buemi | 1:40.470 |              |              |  |  |        |        |
|  | B4-B1              |                 | Sébastien Buemi | 1:40.470 |              |              |  |  |        |        |
|  |                    | Mitch Evans     | 1:38.461        |          |              |              |  |  |        |        |
|  | Edoardo Mortara    | Mitch Evans     | 1:38.461        | 1:38.900 |              |              |  |  |        |        |
|  | Edoardo Mortara    |                 |                 | 1:38.900 |              |              |  |  |        |        |
|  | Mitch Evans        | 1:38.460        |                 |          |              |              |  |  |        |        |
|  | Mitch Evans        | 1:38.460        |                 |          |              |              |  |  |        |        |

#### Startopstelling
| Pos | No | Coureur                | Team             |
| --- | -- | ---------------------- | ---------------- |
| 1   | 9  | Mitch Evans            | Jaguar           |
| 2   | 10 | Sam Bird               | Jaguar           |
| 3   | 23 | Sacha Fenestraz        | Nissan           |
| 4   | 16 | Sébastien Buemi        | Envision-Jaguar  |
| 5   | 58 | René Rast              | McLaren-Nissan   |
| 6   | 48 | Edoardo Mortara        | Maserati         |
| 7   | 27 | Jake Dennis            | Andretti-Porsche |
| 8   | 7  | Maximilian Günther     | Maserati         |
| 9   | 37 | Nick Cassidy           | Envision-Jaguar  |
| 10  | 94 | Pascal Wehrlein        | Porsche          |
| 11  | 17 | Norman Nato            | Nissan           |
| 12  | 1  | Stoffel Vandoorne      | DS               |
| 13  | 13 | António Félix da Costa | Porsche          |
| 14  | 51 | Nico Müller            | Abt-Mahindra     |
| 15  | 11 | Lucas di Grassi        | Mahindra         |
| 16  | 25 | Jean-Éric Vergne       | DS               |
| 17  | 4  | Robin Frijns           | Abt-Mahindra     |
| 18  | 33 | Dan Ticktum            | NIO              |
| 19  | 8  | Roberto Merhi          | Mahindra         |
| 20  | 36 | André Lotterer         | Andretti-Porsche |
| 21  | 3  | Sérgio Sette Câmara    | NIO              |
| DNS | 5  | Jake Hughes            | McLaren-Nissan   |

### Race
| Pos | No | Coureur                | Team             | Rondes | Tijd/Oorzaak uitval | Grid | Punten |
| --- | -- | ---------------------- | ---------------- | ------ | ------------------- | ---- | ------ |
| 1   | 9  | Mitch Evans            | Jaguar           | 27     | 1:37:02.976         | 1    | 29     |
| 2   | 37 | Nick Cassidy           | Envision-Jaguar  | 27     | +1.639              | 9    | 18     |
| 3   | 7  | Maximilian Günther     | Maserati         | 27     | +9.126              | 8    | 15     |
| 4   | 27 | Jake Dennis            | Andretti-Porsche | 27     | +21.010             | 7    | 12     |
| 5   | 25 | Jean-Éric Vergne       | DS               | 27     | +21.482             | 16   | 10     |
| 6   | 51 | Nico Müller            | Abt-Mahindra     | 27     | +21.858             | 14   | 8      |
| 7   | 17 | Norman Nato            | Nissan           | 27     | +24.071             | 11   | 6      |
| 8   | 3  | Sérgio Sette Câmara    | NIO              | 27     | +25.427             | 21   | 4      |
| 9   | 94 | Pascal Wehrlein        | Porsche          | 27     | +28.582             | 10   | 2      |
| 10  | 23 | Sacha Fenestraz        | Nissan           | 27     | +30.342             | 3    | 1      |
| 11  | 1  | Stoffel Vandoorne      | DS               | 27     | +44.961             | 12   |        |
| 12  | 8  | Roberto Merhi          | Mahindra         | 27     | +1:05.048           | 19   |        |
| 13  | 33 | Dan Ticktum            | NIO              | 27     | +1:34.800           | 18   |        |
| DNF | 58 | René Rast              | McLaren-Nissan   | 15     | Mechanisch          | 5    |        |
| DNF | 10 | Sam Bird               | Jaguar           | 8      | Ongeluk             | 2    |        |
| DNF | 16 | Sébastien Buemi        | Envision-Jaguar  | 8      | Ongeluk             | 4    |        |
| DNF | 13 | António Félix da Costa | Porsche          | 8      | Ongeluk             | 13   |        |
| DNF | 48 | Edoardo Mortara        | Maserati         | 8      | Ongeluk             | 6    |        |
| DNF | 11 | Lucas di Grassi        | Mahindra         | 8      | Ongeluk             | 15   |        |
| DNF | 4  | Robin Frijns           | Abt-Mahindra     | 8      | Ongeluk             | 17   |        |
| DNF | 36 | André Lotterer         | Andretti-Porsche | 2      | Ongeluk             | 20   |        |
| DNS | 5  | Jake Hughes            | McLaren-Nissan   | 0      | Niet gestart        |      |        |

## Race 2

### Kwalificatie

#### Groepsfase
De top vier uit iedere groep kwalificeerde zich voor de knockoutfase.
Groep A
| Pos | No | Coureur                | Team            | Tijd      |
| --- | -- | ---------------------- | --------------- | --------- |
| 1   | 10 | Sam Bird               | Jaguar          | 1:38.434  |
| 2   | 37 | Nick Cassidy           | Envision-Jaguar | 1:38.547  |
| 3   | 33 | Dan Ticktum            | NIO             | 1:38.697  |
| 4   | 9  | Mitch Evans            | Jaguar          | 1:38.701  |
| 5   | 13 | António Félix da Costa | Porsche         | 1:38.976  |
| 6   | 25 | Jean-Éric Vergne       | DS              | 1:39.128  |
| 7   | 11 | Lucas di Grassi        | Mahindra        | 1:39.318  |
| 8   | 3  | Sérgio Sette Câmara    | NIO             | 1:39.365  |
| 9   | 1  | Stoffel Vandoorne      | DS              | 1:39.366  |
| 10  | 4  | Robin Frijns           | Abt-Mahindra    | 1:39.536  |
| 11  | 23 | Sacha Fenestraz        | Nissan          | Geen tijd |

Groep B
| Pos | No | Coureur            | Team             | Tijd     |
| --- | -- | ------------------ | ---------------- | -------- |
| 1   | 27 | Jake Dennis        | Andretti-Porsche | 1:38.214 |
| 2   | 16 | Sébastien Buemi    | Envision-Jaguar  | 1:38.471 |
| 3   | 17 | Norman Nato        | Nissan           | 1:38.538 |
| 4   | 7  | Maximilian Günther | Maserati         | 1:38.575 |
| 5   | 48 | Edoardo Mortara    | Maserati         | 1:38.598 |
| 6   | 5  | Jake Hughes        | McLaren-Nissan   | 1:38.677 |
| 7   | 58 | René Rast          | McLaren-Nissan   | 1:38.825 |
| 8   | 94 | Pascal Wehrlein    | Porsche          | 1:38.842 |
| 9   | 36 | André Lotterer     | Andretti-Porsche | 1:38.932 |
| 10  | 51 | Nico Müller        | Abt-Mahindra     | 1:39.125 |
| 11  | 8  | Roberto Merhi      | Mahindra         | 1:40.289 |

#### Knockoutfase
De combinatie letter/cijfer staat voor de groep waarin de betreffende coureur uitkwam en de positie die hij in deze groep behaalde.
|  | Kwartfinale        | Kwartfinale |              |          | Halve finale | Halve finale |  |  | Finale | Finale |
|  |                    |             |              |          |              |              |  |  |        |        |
|  |                    |             |              |          |              |              |  |  |        |        |
|  | A3-A2              |             |              |          |              |              |  |  |        |        |
|  |                    |             |              |          |              |              |  |  |        |        |
|  | Dan Ticktum        | 1:38.720    |              |          |              |              |  |  |        |        |
|  | Dan Ticktum        | 1:38.720    | K1-K2        |          |              |              |  |  |        |        |
|  | Nick Cassidy       | 1:37.536    |              |          |              |              |  |  |        |        |
|  | Nick Cassidy       | 1:37.536    | Nick Cassidy | 1:38.056 |              |              |  |  |        |        |
|  | A4-A1              |             | Nick Cassidy | 1:38.056 |              |              |  |  |        |        |
|  |                    | Mitch Evans | 1:38.322     |          |              |              |  |  |        |        |
|  | Mitch Evans        | Mitch Evans | 1:38.322     | 1:37.946 |              |              |  |  |        |        |
|  | Mitch Evans        |             | H1-H2        | 1:37.946 |              |              |  |  |        |        |
|  | Sam Bird           | 1:38.445    |              |          |              |              |  |  |        |        |
|  | Sam Bird           | 1:38.445    | Nick Cassidy | 1:38.057 |              |              |  |  |        |        |
|  | B3-B2              |             | Nick Cassidy | 1:38.057 |              |              |  |  |        |        |
|  |                    | Jake Dennis | 1:37.986     |          |              |              |  |  |        |        |
|  | Norman Nato        | Jake Dennis | 1:37.986     | 1:38.613 |              |              |  |  |        |        |
|  | Norman Nato        | K3-K4       |              | 1:38.613 |              |              |  |  |        |        |
|  | Sébastien Buemi    | 1:51.464    |              |          |              |              |  |  |        |        |
|  | Sébastien Buemi    | 1:51.464    | Norman Nato  | 1:38.203 |              |              |  |  |        |        |
|  | B4-B1              |             | Norman Nato  | 1:38.203 |              |              |  |  |        |        |
|  |                    | Jake Dennis | 1:38.087     |          |              |              |  |  |        |        |
|  | Maximilian Günther | Jake Dennis | 1:38.087     | 1:38.655 |              |              |  |  |        |        |
|  | Maximilian Günther |             |              | 1:38.655 |              |              |  |  |        |        |
|  | Jake Dennis        | 1:38.179    |              |          |              |              |  |  |        |        |
|  | Jake Dennis        | 1:38.179    |              |          |              |              |  |  |        |        |

#### Startopstelling
| Pos | No | Coureur                | Team             |
| --- | -- | ---------------------- | ---------------- |
| 1   | 27 | Jake Dennis            | Andretti-Porsche |
| 2   | 37 | Nick Cassidy           | Envision-Jaguar  |
| 3   | 17 | Norman Nato            | Nissan           |
| 4   | 9  | Mitch Evans            | Jaguar           |
| 5   | 10 | Sam Bird               | Jaguar           |
| 6   | 7  | Maximilian Günther     | Maserati         |
| 7   | 33 | Dan Ticktum            | NIO              |
| 8   | 16 | Sébastien Buemi        | Envision-Jaguar  |
| 9   | 48 | Edoardo Mortara        | Maserati         |
| 10  | 13 | António Félix da Costa | Porsche          |
| 11  | 5  | Jake Hughes            | McLaren-Nissan   |
| 12  | 25 | Jean-Éric Vergne       | DS               |
| 13  | 58 | René Rast              | McLaren-Nissan   |
| 14  | 11 | Lucas di Grassi        | Mahindra         |
| 15  | 94 | Pascal Wehrlein        | Porsche          |
| 16  | 3  | Sérgio Sette Câmara    | NIO              |
| 17  | 36 | André Lotterer         | Andretti-Porsche |
| 18  | 1  | Stoffel Vandoorne      | DS               |
| 19  | 51 | Nico Müller            | Abt-Mahindra     |
| 20  | 4  | Robin Frijns           | Abt-Mahindra     |
| 21  | 8  | Roberto Merhi          | Mahindra         |
| 22  | 23 | Sacha Fenestraz        | Nissan           |

### Race
| Pos | No | Coureur                | Team             | Rondes | Tijd/Oorzaak uitval | Grid | Punten |
| --- | -- | ---------------------- | ---------------- | ------ | ------------------- | ---- | ------ |
| 1   | 27 | Jake Dennis            | Andretti-Porsche | 24     | 45:04.323           | 1    | 29     |
| 2   | 17 | Norman Nato            | Nissan           | 24     | +3.105              | 3    | 18     |
| 3   | 10 | Sam Bird               | Jaguar           | 24     | +3.633              | 5    | 15     |
| 4   | 48 | Edoardo Mortara        | Maserati         | 24     | +4.357              | 9    | 12     |
| 5   | 16 | Sébastien Buemi        | Envision-Jaguar  | 24     | +5.004              | 8    | 10     |
| 6   | 7  | Maximilian Günther     | Maserati         | 24     | +5.403              | 6    | 8      |
| 7   | 94 | Pascal Wehrlein        | Porsche          | 24     | +11.586             | 15   | 6      |
| 8   | 1  | Stoffel Vandoorne      | DS               | 24     | +11.951             | 18   | 4      |
| 9   | 33 | Dan Ticktum            | NIO              | 24     | +12.563             | 7    | 2      |
| 10  | 51 | Nico Müller            | Abt-Mahindra     | 24     | +13.313             | 19   | 1      |
| 11  | 5  | Jake Hughes            | McLaren-Nissan   | 24     | +14.507             | 11   |        |
| 12  | 13 | António Félix da Costa | Porsche          | 24     | +18.034             | 10   |        |
| 13  | 58 | René Rast              | McLaren-Nissan   | 24     | +21.029             | 13   |        |
| 14  | 37 | Nick Cassidy           | Envision-Jaguar  | 24     | +28.475             | 2    |        |
| 15  | 25 | Jean-Éric Vergne       | DS               | 24     | +1:26.623           | 12   |        |
| 16  | 23 | Sacha Fenestraz        | Nissan           | 23     | +1 ronde            | 22   |        |
| DNF | 36 | André Lotterer         | Andretti-Porsche | 23     | Ongeluk             | 17   |        |
| DNF | 3  | Sérgio Sette Câmara    | NIO              | 23     | Batterij            | 16   |        |
| DNF | 4  | Robin Frijns           | Abt-Mahindra     | 18     | Aandrijving         | 20   |        |
| DNF | 8  | Roberto Merhi          | Mahindra         | 12     | Uitgevallen         | 21   |        |
| DNF | 11 | Lucas di Grassi        | Mahindra         | 12     | Schade ongeluk      | 14   |        |
| DNF | 9  | Mitch Evans            | Jaguar           | 4      | Ongeluk             | 4    |        |

## Tussenstanden wereldkampioenschap

### Coureurs
| Positie | No. | Rijder                 | Team             | Punten |
| ------- | --- | ---------------------- | ---------------- | ------ |
| 01      | 27  | Jake Dennis            | Andretti-Porsche | 195    |
| 02      | 37  | Nick Cassidy           | Envision-Jaguar  | 171    |
| 03      | 9   | Mitch Evans            | Jaguar           | 151    |
| 04      | 94  | Pascal Wehrlein        | Porsche          | 146    |
| 05      | 25  | Jean-Éric Vergne       | DS               | 107    |
| 06      | 7   | Maximilian Günther     | Maserati         | 101    |
| 07      | 13  | António Félix da Costa | Porsche          | 93     |
| 08      | 16  | Sébastien Buemi        | Envision-Jaguar  | 82     |
| 09      | 10  | Sam Bird               | Jaguar           | 77     |
| 10      | 17  | Norman Nato            | Nissan           | 46     |

### Constructeurs
| Positie | Team             | Punten |
| ------- | ---------------- | ------ |
| 01      | Envision-Jaguar  | 253    |
| 02      | Porsche          | 239    |
| 03      | Jaguar           | 228    |
| 04      | Andretti-Porsche | 218    |
| 05      | DS               | 153    |
| 06      | Maserati         | 130    |
| 07      | McLaren-Nissan   | 86     |
| 08      | Nissan           | 79     |
| 09      | NIO              | 34     |
| 10      | Mahindra         | 33     |